# (8706) Takeyama
(8706) Takeyama est un astéroïde de la ceinture principale.

## Citation de nommage
« Japanese physicist Haruo Takeyama (b. 1915) was president of Hiroshima University from 1977 to 1981. From 1954 to 1964 he served as president of the Hiroshima Amateur Astronomers and Weathermen Club, one of the forerunners of the Hiroshima Astronomical Society. »
— Minor Planet Circ. 59921
soit en français :

« Le physicien japonais Haruo Takeyama (né en 1915) fut président de l'Université de Hiroshima de 1977 à 1981. De 1954 à 1964, il a été président du Club des astronomes et météorologues amateurs de Hiroshima, un des précurseurs de la Société astronomique de Hiroshima. »

— Circulaire sur les planètes mineures 59921

## Description
(8706) Takeyama est un astéroïde de la ceinture principale. Il fut découvert le 3 février 1994 à Ōizumi par Takao Kobayashi. Il présente une orbite caractérisée par un demi-grand axe de 2,85 UA, une excentricité de 0,09 et une inclinaison de 8,6° par rapport à l'écliptique.

## Compléments